# Protopolybia alvarengai
Protopolybia alvarengai är en getingart som beskrevs av Richards 1978. Protopolybia alvarengai ingår i släktet Protopolybia och familjen getingar. Inga underarter finns listade i Catalogue of Life.